# Iman (mannequin)
Pour les articles homonymes, voir Iman.
Iman Mohamed Abdulmajid (somali : Iimaan Maxamed Cabdulmajiid), dite Iman, née le 25 juillet 1955 à Mogadiscio (Somalie), est un mannequin somalienne et américaine. Elle est par ailleurs actrice et femme d'affaires.
Elle est la veuve du chanteur David Bowie (1947-2016) qu'elle a épousé en 1992, et la mère de leur fille Alexandria (« Lexi ») Zahra Jones.

## Biographie

### Enfance et études
Iman est la fille de diplomates somaliens, Marian et Mohamed Abdulmajid ; son père est un ancien ambassadeur de Somalie en Arabie saoudite. Elle a deux frères, Elyas et Fayçal, et une sœur, Nadia. Elle mesure 1,78 m et parle cinq langues,[source insuffisante] (le somali, l'arabe, l'italien, le français et l'anglais).
Elle fréquente une école secondaire en Égypte puis part étudier les sciences politiques à 
l’université de Nairobi au Kenya.

### Carrière dans le mannequinat
Iman débarque à New York en 1975, engagée à l’âge de 20 ans par le photographe Peter Beard qui l'avait découverte dans son université kényane. Elle pose en 1976 pour Vogue. Elle devient alors la muse de plusieurs créateurs, Halston, Gianni Versace, Calvin Klein, Issey Miyake, Donna Karan et surtout Yves Saint Laurent. Elle travaille avec ce dernier sur la collection de 1985 Yves Saint Laurent's African Queen, qui déclare même : « My dream woman is Iman » (« La femme de mes rêves, c'est Iman »).
Diana Vreeland avait déclaré à son propos : « Ça c'est un cou ! ». Figure emblématique des années 1980, au cours de ses quatorze années de carrière, elle a posé pour des photographes reconnus, comme Norman Parkinson, Helmut Newton, Richard Avedon, Irving Penn et Annie Leibovitz.
Elle quitte le mannequinat en 1994, pour lancer une ligne de produits cosmétiques qui porte son nom.

### Reconversion au cinéma et dans les affaires

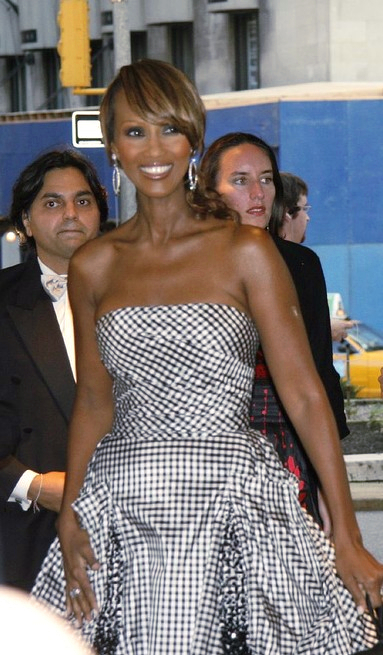
Iman à l'ouverture d'une soirée au Metropolitan Opera de New York, le 25 septembre 2006.

Dès 1979, Iman commence à s'intéresser au cinéma. Elle participe notamment à Out of Africa en 1985, aux côtés de Meryl Streep et Robert Redford. Elle joue dans plusieurs séries télévisées au long des années 1990. Elle joue un rôle dans le jeu vidéo The Nomad Soul (1999). Elle participe aussi au clip du titre Remember the Time de Michael Jackson, où elle joue une reine d'Egypte aux côtés d'Eddie Murphy.
En 2004, elle rompt le contrat publicitaire qui la liait avec la société De Beers ; elle dénonce ainsi la politique d'extraction diamantaire qui amène le gouvernement du Botswana à déplacer les populations de Bushmen. Elle est porte-parole de l'association « Keep a Child Alive (en) program » (« Programme pour garder un enfant en vie », pour lutter contre le virus du SIDA), et travaille étroitement avec d'autres, comme le Children's Defense Fund (en) (« Fonds de Défense de l'Enfance »).
En 2007, elle lance une ligne de produits de beauté, baptisée « Iman Cosmetics ». Celle-ci est principalement dédiée aux femmes à la peau noire et métissée et compte quatorze teintes différentes ; son chiffre d'affaires en 2010 est de 25 millions de dollars. Sa deuxième marque, « Iman Makeup » est elle à la destination de toutes les peaux féminines. Elle crée la même année une ligne de bijoux, d'accessoires et de vêtements d'inspiration ethnique, baptisée « Iman Global Chic ».

Le 7 juin 2010, le Conseil des créateurs de mode américains (Council of Fashion Designers of America, CFDA) lui décerne le prix spécial d'Icône de la mode (Fashion Icon), qui récompense « une personne dont la signature de style a eu une profonde influence sur la mode ». C'est son amie, l'actrice et ancien mannequin Isabella Rossellini, qui lui remet le prix. Elle portait alors une robe dessinée par Giambattista Valli avec quatre bracelets de diamant sur chaque bras[pertinence contestée] et a remercié ses parents « de me donner un cou plus long que n'importe quelle autre jeune fille, afin d'aller voir partout dans le monde ».

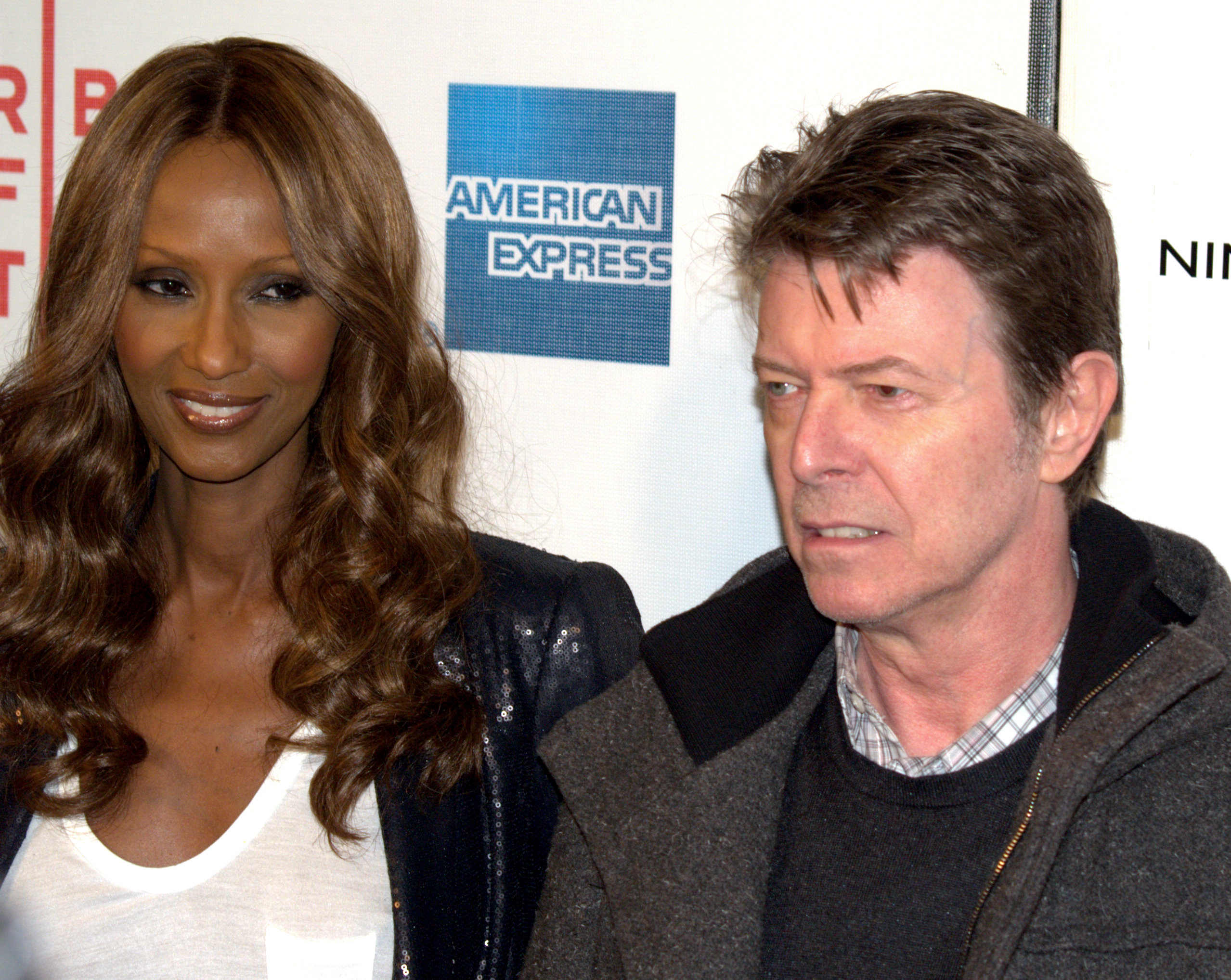
Iman en 2009 avec son époux David Bowie.

### Vie privée
À l'âge de 18 ans, Iman épouse un Somalien dont elle était tombée amoureuse. Leur mariage prend fin lorsqu'elle part faire carrière aux États-Unis. Ensuite, de 1978 à 1987, elle est mariée au joueur de basket-ball Spencer Haywood ; ils ont une fille, Zuleka, née en 1978. Ils divorcent en février 1987.
Elle est la veuve du musicien et chanteur britannique David Bowie qu'elle a épousé en 1992 ; ils ont une fille, Alexandria Zahra Jones, dite Lexi Jones, née le 15 août 2000 (« Jones » est le nom de famille de David Bowie). Ils se sont rencontrés sur le tournage du film The Linguini Incident de Richard Shepard réalisé en 1991, ils y jouaient tous les deux un rôle.
Elle vit actuellement entre Londres et New York (à SoHo).

## Filmographie

### Cinéma
- 1979 : The Human Factor de Otto Preminger : Sarah
- 1983 : Surexposé (Exposed) de James Toback : Mannequin
- 1985 : Out of Africa de Sydney Pollack : Mariammo
- 1987 : Sens unique (No Way Out) de Roger Donaldson : Nina Beka
- 1987 : Cordes et Discordes (Surrender de Jerry Belson : Hedy
- 1991 :  House Party 2 de George Jackson et Doug McHenry : Sheila Landreaux
- 1991 : L.A. Story de Mick Jackson : Cynthia
- 1991 : Star Trek 6 : Terre inconnue (Star Trek VI: The Undiscovered Country) de Nicholas Meyer : Martia
- 1991 : The Linguini Incident de Richard Shepard : Dali Guest
- 1994 : Club Eden (Exit to Eden) de Garry Marshall : Nina Blackstone
- 1997 : The Deli de John A. Gallagher : Avocado Lady

### Clip
- 1984 : Do what you do de Jermaine Jackson
- 1992 : Remember the Time de Michael Jackson, réalisé par John Singleton : Nefertiti

### Télévision
| Année     | Film                                                                                  | Rôle                 |
| --------- | ------------------------------------------------------------------------------------- | -------------------- |
| 1985      | Cosby Show (The Cosby Show) créée par Bill Cosby, 1 épisode                           | Mrs. Montgomery      |
| 1985-1988 | Deux flics à Miami (Miami Vice) créée par Anthony Yerkovich                           | Dakotah / Lois Blyth |
| 1988      | Dans la chaleur de la nuit (In the Heat of the Night) créée par John Ball, 2 épisodes | Marie Babineaux      |
| 1990      | 227, 1 épisode                                                                        | Eartha Kitten        |
| 1991      | Trouble Jeu (Lies of the Twins) de Tim Hunter                                         | Cat                  |
| 1993      | Dream On créée par David Crane et Marta Kauffman, 1 épisode                           |                      |
| 1993      | Heart of Darkness de Nicolas Roeg                                                     | Black Beauty         |
| 2007      | Project Runway Canada (en), saison 1                                                  | Juge                 |
| 2009      | Project Runway Canada (en), saison 2                                                  | Juge                 |

## Doublage
- 1999 : Omikron: The Nomad Soul par Quantic Dream (jeu vidéo) : Iman 631

## Publications
- Iman, I Am Iman, Rizzoli, 2000, 160 p.  (ISBN 0789306336)
- Iman, The Beauty of Color: The Ultimate Guide for Skin of Color, 2005, 176 p.  (ISBN 0399532846).